# LeGarrette Blount
LeGarrette Montez Blount (nascido em 5 de dezembro de 1986) é um jogador de futebol americano aposentado que jogava como running back na National Football League (NFL). Ele entrou na NFL como um agente livre não-draftado com o Tennessee Titans em 2010, mas se juntou aos Tampa Bay Buccaneers antes do início da temporada 2010 da NFL. Ele também jogou pelo Pittsburgh Steelers em 2014, entre as duas temporadas com o New England Patriots, seguido pelo Philadelphia Eagles em 2017. Blount se juntou ao Detroit Lions para a temporada de 2018.
Com os Patriots, Blount venceu o Super Bowl XLIX sobre o Seattle Seahawks e o Super Bowl LI sobre o Atlanta Falcons. Na temporada seguinte, ele ganhou Super Bowl LII com os Eagles, derrotando sua antiga equipe, os Patriots por 41-33. Seus 11 touchdowns nos playoffs estão empatados em 6º na história da NFL.
Blount correu para mais de 1.000 jardas em cada uma de suas duas temporadas na faculdade. Ele então se comprometeu com a Universidade de Oregon na temporada de 2008. Naquele ano, ele correu para mais de 1.000 jardas e marcou 17 touchdowns, um recorde escolar.

## Início da vida e escola
Blount nasceu em 5 de dezembro de 1986, em Madison, Flórida, filha de Gary e Barbara Blount. Ele tem um irmão e uma irmã. Ele freqüentou a Taylor County High School, na pequena cidade de Perry, Flórida, onde ele era uma estrela de dois esportes: futebol americano e atletismo. 
No futebol americano, ele foi titular em quatro anos e passou três vezes da marca de 1.000 jardas. Ele foi agraciado com honras de jogador All-State. 
No atletismo, Blount competiu em provas de de 100 metros (11,34 s), salto em distância (22-1 ou 6,75 m) e o arremesso de peso (16,22 m). Ele também era um membro do time que competiu no 4 × 100 m.

### Recrutamento
Considerado apenas um recruta de duas estrelas pela Rivals.com e pelo Scout.com, Blount não foi classificado entre as melhores perspectivas de running back no país na classe de 2005. Ele frequentou o acampamento de treinos da Universidade de Auburn, mas não recebeu uma bolsa de estudos esportiva. Ele pretendia ir para Auburn, mas não se qualificava academicamente, então ele se matriculou na East Mississippi Community College.

## Carreira na faculdade

### East Mississippi Community College
Enquanto estavo no East Mississippi Community College, em Scooba, Mississippi, Blount correu para mais de 1.000 jardas em cada uma de suas duas temporadas, acumulando 367 corridas para 2.292 jardas e 18 touchdowns terrestres. Entre os destaques de sua carreira estava um desempenho de 273 jardas com três touchdowns em uma vitória sobre o Northeast Mississippi Community College durante seu primeiro ano; ele liderou o estado de Mississippi em jardas com 1.106 em outubro de 2006. Blount foi classificado como o melhor propecto em seu terceiro ano pelo The Clarion-Ledger e recebeu o prêmio Junior College All-American.
No final de seu segundo ano, Blount se tornou uma das mais bem sucedidas perspectivas. Ele foi nomeado o melhor running back de terceiro ano e o 12º prospecto pela Rivals.com. Blount foi fortemente procurado por várias faculdades de grande porte, incluindo a Universidade do Estado da Flórida e a West Virginia. Ele se comprometeu com Universidade de Oregon em dezembro de 2007. Os treinadores de Oregon disseram que Blount os lembrou do ex-running back de Oregon e da NFL, Reuben Droughns.

### Oregon Ducks

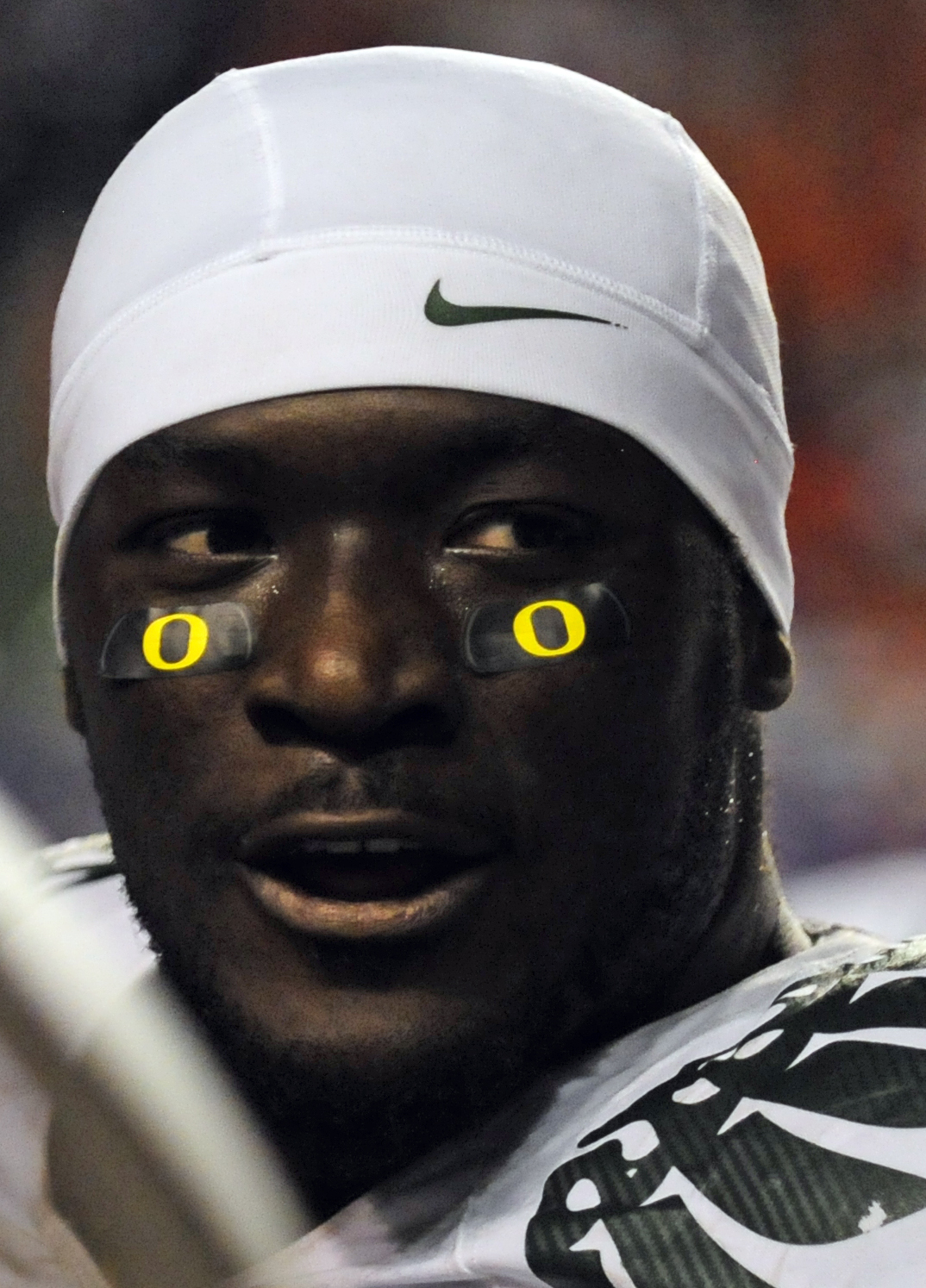
Blount na abertura da temporada de 2009 no Boise State

Blount entrou em seu penúltimo ano no Oregon, dividindo o papel de running back com o veterano Jeremiah Johnson. Os dois jogadores moravam juntos e Johnson aconselhou Blount em sua primeira temporada na Pac-10. Os dois contribuíram com quase 100 jardas e três touchdowns em uma vitória por 63-14 sobre Washington State Cougars, e ambos tiveram bom desempenho em uma vitória sobre o Oregon State Beavers. No entanto, Blount teve performances sem brilho em jogos contra o USC e Cal. No geral, Blount correu para 17 touchdowns, estabelecendo um recorde escolar, e 1,002 jardas. Blount e Johnson se tornaram apenas o segundo duo na história da equipe a ter 1,000 jardas na mesma temporada; Johnson liderou a equipe com 1.201 jardas.
Ele brigou várias vezes durante a temporada com o técnico veterano Mike Bellotti, ganhando uma suspensão no primeiro quarto durante uma derrota para California Golden Bears em novembro por "não seguir as regras do time".
Após o final da temporada, ele perdeu vários treinos. Bellotti suspendeu-o indefinidamente em 10 de fevereiro por "não cumprir as obrigações da equipe".
Blount respondeu razoavelmente bem à suspensão, melhorando sua participação em atividades acadêmicas e atléticas. Ele foi reintegrado pelo recém-nomeado treinador Chip Kelly em março. Ele participou de alguns, mas não todos, treinos voluntários durante o período de entressafra e foi elogiado por sua atitude pelos colegas de equipe. Ele chegou ao campo de treinamento em melhor forma física do que em 2008. Com 110 kg, ele estava um pouco acima de seu peso ideal, mas estava emagrecendo e mirando fazer 2.000 jardas na temporada. Blount foi nomeado para as listas de observação para o Walter Camp Award e no prêmio Doak Walker na temporada de 2009.

#### Incidente com Boise State
Oregon abriu sua temporada de 2009 com uma derrota por 19-8 para Boise State Broncos. Blount terminou o jogo com jardas negativa (−5) em oito corridas. Blount foi entrevistado por um repórter da Sports Illustrated no início do verão e foi questionado sobre a sua boa atuação no jogo contra Boise State em 2008. Ele citou que eles: "levaram uma surra". No jogo de 2008, pouco depois do final do jogo, Byron Hout, jogador de Boise State, foi até Blount durante os apertos de mão da equipe e disse: "Como é levar uma surra?" Blount acabou dando um soco em Hout, o derrubando no chão. Blount, em seguida, bateu no companheiro de equipe, Garrett Embry, que estava tentando segurá-lo.
Enquanto ele estava sendo levado para o vestiário, Blount confrontou os fãs de Boise State que estavam zombando dele depois de ver o replay. Blount diz que um fã de Boise State brandiu uma cadeira contra ele e outro deu um soco nele. Dois policiais e o assistente técnico de Oregon, Scott Frost, contiveram Blount e o levaram para o vestiário. O vídeo do incidente rapidamente espalhou-se na Internet..
Blount se desculpou após o incidente dizendo: "Eu apenas peço desculpas a todos que estavam assistindo isto, eu apenas peço desculpas a todos os nossos fãs, todos os fãs de Boise. Foi apenas algo que eu não deveria ter feito. Eu perdi a cabeça e não deveria ter levado tão longe ".
Suspensão
O técnico de Oregon, Chip Kelly, suspendeu Blount pelo resto da temporada de 2009. De acordo com a Associated Press: "Na sexta-feira [Kelly] disse a Blount sobre sua decisão: Esse soco custaria a Blount a temporada e, finalmente, sua carreira com os Ducks." Blount não foi dispensado da equipe, no entanto, e teria permissão para participar de treinos e manter sua bolsa de estudos.
Chip Kelly consultou funcionários do Oregon antes da suspensão de Blount. Depois disso, a Pac-10 expressou apoio para a suspensão. Kelly afirmou que fez seu julgamento com base em todo o evento.
Após o anúncio da punição de Blount, vários escritores e analistas esportivos questionaram se a suspensão para toda a temporada era excessiva ou não. O analista Tom Dienhart escreveu: "Blount deveria ter sido suspenso por três a cinco jogos, dando a ele uma chance depois de ter sido provocado por Hout."
Blount ligou para Hout e o treinador de Boise State, Chris Petersen, para se desculpar no dia 5 de setembro. Kelly participou das ligações. Hout não foi suspenso por seus insultos, embora Petersen tenha dito que ele recebeu uma ação disciplinar. Petersen aceitou o pedido de desculpas e expressou o desejo de que Blount pudesse continuar jogando futebol americano e que muitas partes aprendessem com a experiência.
Blount teve a oportunidade de continuar treinando com a equipe, mas não estava no primeiro treino devido a obrigações não especificadas. No entanto, Blount estava à margem no treino no dia seguinte, e começou a treinar com a equipe de treinos uma semana depois.
Retorno
Em 1º de outubro, uma carta de desculpas de Blount foi publicada no jornal escolar de Oregon, o Oregon Daily Emerald. Mais tarde naquele dia, o Departamento de Atletismo de Oregon divulgou uma declaração indicando que poderia restabelecer Blount para a equipe. No dia seguinte, o treinador Chip Kelly anunciou que se Blount cumprir certas diretrizes, ele poderia voltar para o jogo de 7 de novembro contra Stanford Cardinal. O comissário do Pac-10, Larry Scott, respondeu que a conferência, por si só, tinha o poder de restabelecer Blount e levaria em consideração o apelo do Oregon se ocorresse.
Blount não foi reintegrado a tempo para o jogo contra Stanford, mas dois dias depois do jogo, Oregon solicitou e a Pac-10 aprovou, a reintegração de Blount para o jogo de 14 de novembro contra Arizona State. Blount divulgou um comunicado agradecendo ao treinador Kelly por mostrar que ele "se importa o suficiente para me oferecer essa segunda chance" e que cabe a ele "provar às pessoas que suas impressões sobre mim não são o que viram em Boise". Blount estava apto para jogar nos jogos contra Arizona State e Arizona, mas seu substituto, LaMichael James, estava jogando tão bem que Blount não entrou nesses jogos.
Em seu último jogo da temporada, contra o rival, Oregon State, Blount entrou no jogo e várias jogadas depois, marcou um TD em uma corrida de 12 jardas. Blount acabou correndo para 51 jardas no jogo e os Ducks ganharam o jogo por 37-33 e garantiram um lugar no Rose Bowl de 2010 contra o Ohio State.

### Estatísticas da Faculdade
| Data           | Oponente         | Ten | Jds   | TD | Média | Rec | Jds | TD | Média | Jds   | TD |
| -------------- | ---------------- | --- | ----- | -- | ----- | --- | --- | -- | ----- | ----- | -- |
| 30 de Agosto   | Washington       | 4   | 21    | 0  | 5,3   | 0   | 0   | 0  | 0,0   | 21    | 0  |
| 6 de Setembro  | Utah State       | 18  | 132   | 2  | 7,3   | 0   | 0   | 0  | 0,0   | 132   | 2  |
| 13 de Setembro | Purdue           | 11  | 131   | 2  | 11,9  | 0   | 0   | 0  | 0,0   | 131   | 2  |
| 20 de Setembro | Boise State      | 18  | 99    | 1  | 5,5   | 0   | 0   | 0  | 0,0   | 99    | 1  |
| 27 de Setembro | Washington State | 15  | 98    | 3  | 6,5   | 0   | 0   | 0  | 0.0   | 98    | 3  |
| 4 de Outubro   | USC              | 9   | 0     | 0  | 0,0   | 0   | 0   | 0  | 0,0   | 0     | 0  |
| 11 de Outubro  | UCLA             | 7   | 111   | 2  | 15,9  | 1   | 0   | 0  | 0,0   | 111   | 2  |
| 25 de Outubro  | Arizona State    | 8   | 58    | 2  | 7,3   | 1   | 2   | 0  | 2.0   | 60    | 2  |
| 1 de Novembro  | California       | 4   | 1     | 0  | 0,3   | 0   | 0   | 0  | 0,0   | 1     | 0  |
| 8 de Novembro  | Stanford         | 10  | 90    | 2  | 9.0   | 0   | 0   | 0  | 0,0   | 90    | 2  |
| 15 de Novembro | Arizona          | 9   | 75    | 1  | 8,3   | 0   | 0   | 0  | 0,0   | 75    | 1  |
| 29 de Novembro | Oregon State     | 17  | 112   | 1  | 6,6   | 0   | 0   | 0  | 0,0   | 112   | 1  |
| 30 de Dezembro | Oklahoma State   | 7   | 74    | 1  | 10,6  | 0   | 0   | 0  | 0,0   | 74    | 1  |
| Total          | Total            | 137 | 1 002 | 17 | 7,3   | 2   | 2   | 0  | 1,0   | 1 004 | 17 |

| Data                        | Adversário        | Att | Jds | TD | Média | Rec | Jds | TD | Média | Jds | TD |
| --------------------------- | ----------------- | --- | --- | -- | ----- | --- | --- | -- | ----- | --- | -- |
| 3 de Setembro               | Boise State       | 8   | -5  | 0  | -0,6  | 2   | 13  | 0  | 6,5   | 13  | 0  |
| suspenso até 14 de novembro |                   |     |     |    |       |     |     |    |       |     |    |
| 14 de Novembro              | Arizona State     | 0   | 0   | 0  | 0,0   | 0   | 0   | 0  | 0,0   | 0   | 0  |
| 21 de Novembro              | Arizona           | 0   | 0   | 0  | 0,0   | 0   | 0   | 0  | 0,0   | 0   | 0  |
| 3 de Dezembro               | Oregon State      | 9   | 51  | 1  | 5,7   | 0   | 0   | 0  | 0,0   | 51  | 1  |
| 1 de Janeiro de 2010        | Rose Bowl de 2010 | 5   | 36  | 1  | 7,2   | 0   | 0   | 0  | 0,0   | 36  | 0  |
| Total                       | Total             | 22  | 82  | 2  | 3,7   | 2   | 13  | 0  | 6,5   | 13  | 1  |

## Carreira profissional
| 1.84 m                                       | 109 kg | 4.59 s | 1.61 s | 2.56 s | 4.49 s | 6.85 s | De 0,89 m | 3.05 m | 18 repetições | 16 |
| Todos os valores da NFL Combine e do Pro Day |        |        |        |        |        |        |           |        |               |    |

### NFL

#### Tennessee Titans
Blount não foi selecionado no Draft de 2010, mas concordou em princípio com um contrato de agente livre com o San Francisco 49ers. No entanto, após uma reunião com o treinador do Tennessee Titans, Jeff Fisher, Blount decidiu assinar como um agente livre com os Titans. 
Em agosto de 2010, Blount se envolveu em outro incidente no qual ele deu um soco, desta vez no defensive end, Eric Bakhtiari, alguns momentos depois de ter seu próprio capacete acertado em um treino. Blount conversou rapidamente com o técnico do Titans, Jeff Fisher, antes de deixar o campo. "Ele se desculpou e eu disse que ele não precisava pedir desculpas", disse Fisher. "É futebol. É campo de treinamento... O passado é o passado. Esse foi o primeiro soco que você viu no acampamento este ano? Não. Eu não estou decepcionado. Tenho muita confiança que ele aprendeu com seu erro e ele é muito competitivo. É por isso que o trouxemos até aqui para vê-lo." 
Blount sobreviveu ao corte final e foi colocado na lista de 53 jogadores dos Titans mas foi dispensado pela equipe em 5 de setembro de 2010, para dar espaço para os veteranos Lin Shaw (vindo do Chicago Bears) e Patrick Bailey (vindo do Pittsburgh Steelers). Fontes dos Titans indicaram que Blount seria contratado pelo time de treinamento se ele quisesse, o que ele não quis.

#### Tampa Bay Buccaneers
Em 6 de setembro de 2010, Blount foi contratado pelo Tampa Bay Buccaneers.

##### Temporada de 2010
Ele jogou em seu primeiro jogo da NFL na temporada regular em uma derrota em casa na semana 3 por 38-13 para o Pittsburgh Steelers, ele teve 27 jardas em seis corridas e marcou um touchdown. Em 31 de outubro de 2010, Blount registrou seu melhor jogo como jogador dos Buccaneers. Ele teve 120 jardas e 2 touchdowns em 22 corridas e 9 jardas de recepção na vitória por 38-35 contra o Arizona Cardinals. Na semana 16, contra o Seattle Seahawks, ele teve 164 jardas na vitória por 38-15.
No final de sua temporada de estreia, Blount jogou em 13 jogos e acumulou 1.007 jardas, o que foi a maior marca de um novato na temporada de 2010 da NFL. Blount tornou-se o segundo atleta na história da NFL a acumular 1.000 jardas em seu ano de estreia, juntando-se a Dominic Rhodes, que conseguiu o feito no Indianapolis Colts em 2001.

##### Temporada de 2011
Blount começou a temporada de 2011 com apenas 5 corridas para 15 jardas contra o Detroit Lions. Na semana seguinte, Blount fez 13 corridas para 71 jardas e dois touchdowns contra o Minnesota Vikings. Na semana 5 contra o San Francisco 49ers, Blount machucou o joelho depois de acumular apenas 15 jardas e foi forçado a perder os jogos da semanas 6 e 7. Blount finalmente retornaria para o confronto com o New Orleans Saints. Em 20 de novembro de 2011, Blount se livrou de oito tacklers do Green Bay Packers e marcou em um touchdown de 54 jardas.

##### Temporada de 2012
Blount permaneceu nos Buccaneers para a temporada de 2012. Seu melhor jogo da temporada veio contra o Kansas City Chiefs em 14 de outubro quando ele teve 58 jardas e um touchdown. Em toda a temporada, ele teve 41 corridas para 151 jardas e dois touchdowns.

#### New England Patriots

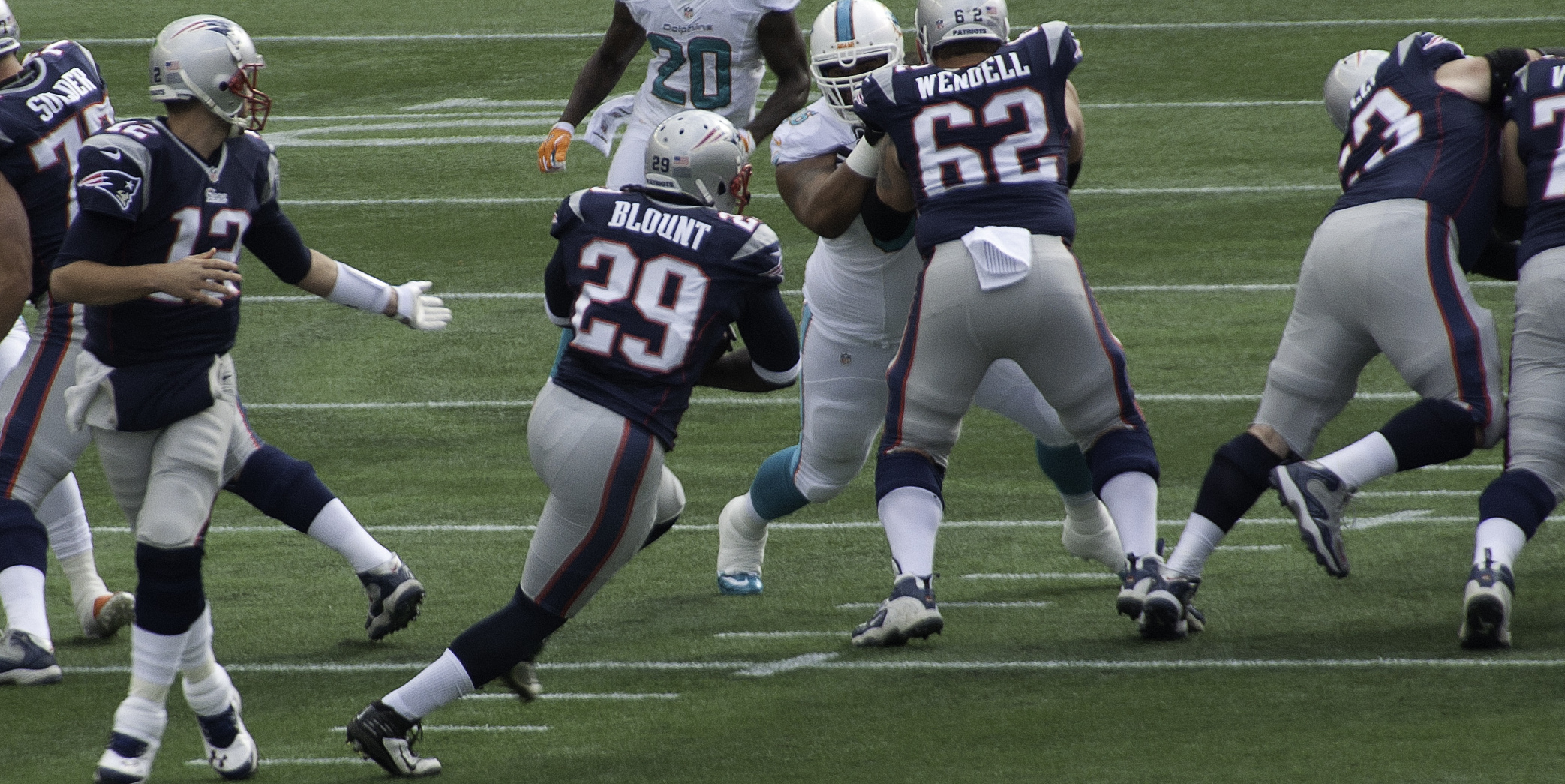
Blount recebendo a bola de Tom Brady em 2013.

Em 27 de abril de 2013, Blount foi negociado com o New England Patriots pelo running back Jeff Demps e uma seleção do sétimo round (229º escolha geral) no Draft de 2013.

##### Temporada de 2013
Em 8 de setembro, Blount fez sua estreia nos Patriots contra o Buffalo Bills na abertura da temporada. Na semana 4, contra o Atlanta Falcons, ele teve 64 jardas e fez seu primeiro touchdown como jogador dos Patriots. Na semana 15, contra o Baltimore Ravens, ele teve 76 jardas e dois touchdowns na vitória por 41-7. Em 29 de dezembro, ele teve seu melhor jogo da carreira em uma vitória sobre o Buffalo Bills, quando ele teve 189 jardas em 24 corridas, marcando dois touchdowns e retornando dois kickoffs para 145 jardas. Blount estabeleceu um recorde da franquia para jardas totais com 334 jardas. Seu desempenho lhe rendeu o prêmio da NFL Ground Player of the Week. Blount terminou a temporada com 772 jardas e sete touchdowns.
Na Rodada Divisional dos playoffs contra o Indianapolis Colts, ele teve 166 jardas e quatro touchdowns na vitória por 43-22. No AFC Championship contra o Denver Broncos, ele foi limitado a seis jardas em cinco corridas numa derrota por 26-16.

#### Pittsburgh Steelers
Em 28 de março de 2014, Blount assinou um contrato de dois anos com o Pittsburgh Steelers. Em 20 de agosto de 2014, Blount e o colega Le'Veon Bell estavam viajando no carro de Bell quando o oficial de trânsito Sean Stafiej parou o carro por volta das 13h30. Stafiej notou um forte odor de maconha vindo do veículo, ele encontrou um saco de 20 gramas de maconha dentro do carro. Bell, Blount e uma passageira reivindicaram a posse da maconha de acordo com a polícia.  Tanto Blount quanto Bell foram presos por porte de maconha. Além disso, Bell também recebeu um DUI.

##### Temporada de 2014
Em 7 de setembro de 2014, Blount marcou seu primeiro touchdown como jogador dos Steeleres contra o Cleveland Browns. Em 21 de setembro de 2014, Blount correu para 118 jardas em 10 corridas e um touchdown contra o Carolina Panthers. Este jogo foi o único jogo da temporada com mais de 100 jardas. Em 17 de novembro de 2014, Blount deixou o jogo contra o Tennessee Titans, depois de não conseguir um único toque durante todo o jogo pela primeira vez em toda a temporada. 
Blount foi posteriormente dispensado pelos Steelers como resultado de suas ações. Blount terminou seu contrato de curto prazo com 266 jardas e dois touchdowns.

#### New England Patriots (segunda passagem)

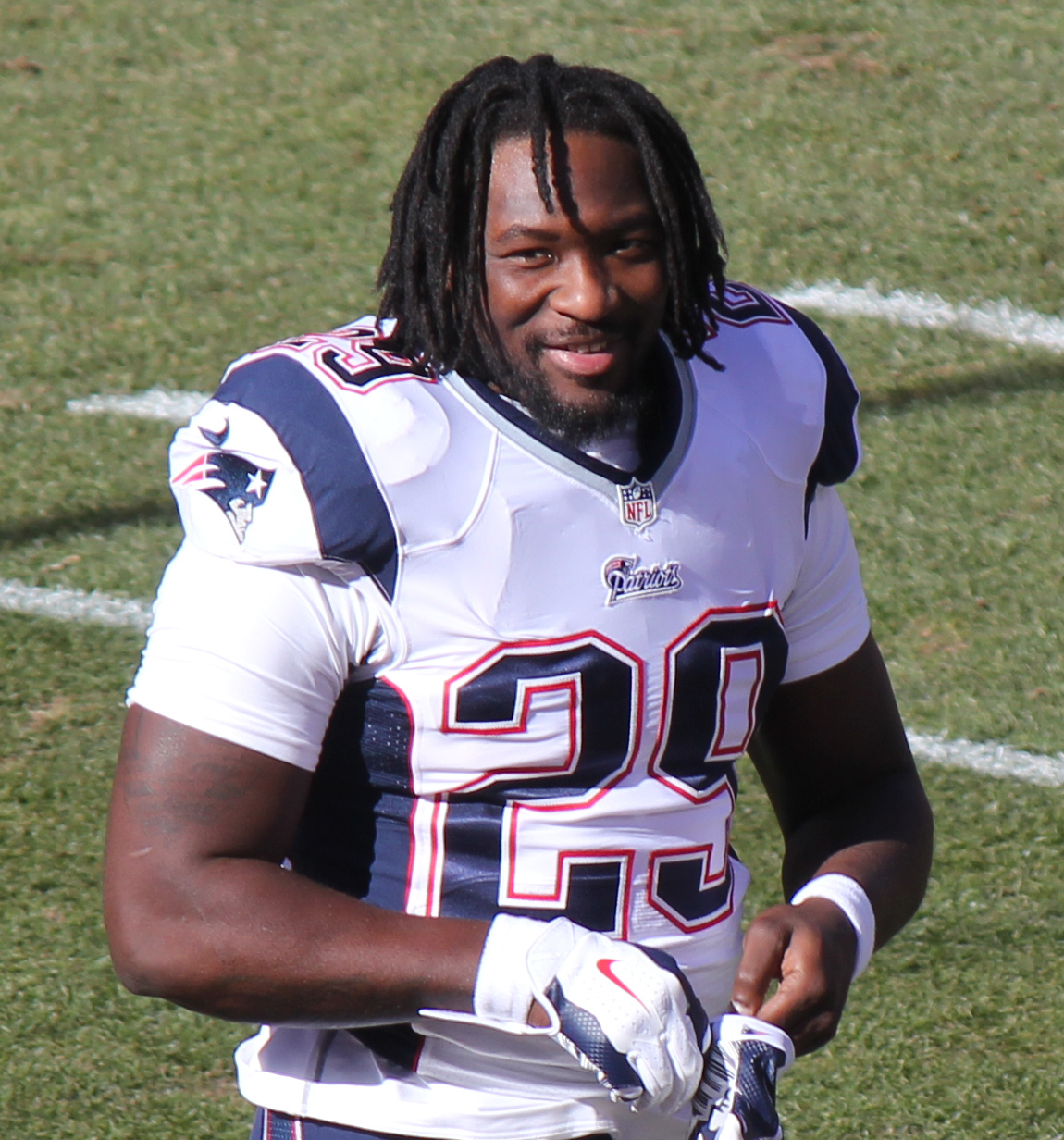
Blount com o New England Patriots em 2014

Em 20 de novembro de 2014, Blount assinou um contrato de dois anos com os Patriots.

##### Temporada de 2014
Em 23 de novembro de 2014, o primeiro jogo na volta de Blount, ele terminou com 78 jardas em 12 corridas e 2 touchdowns em uma vitória por 34-9 sobre o Detroit Lions. Em 14 de dezembro de 2014, Blount marcou seu terceiro touchdown na temporada contra o Miami Dolphins. Em sua segunda temporada com os Patriots, Blount correu 60 vezes para 281 jardas e três touchdowns em cinco jogos.
Blount teve um papel limitado na vitória da Rodada Divisional dos playoffs sobre o Baltimore Ravens. No AFC Championship Game, Blount teve 30 corridas para 148 jardas e três touchdowns, enquanto o New England derrotou o Indianapolis Colts por 45-7. Ao fazer isso, ele se tornou o líder do New England Patriots em touchdowns terrestre na pós-temporada com sete. 
No Super Bowl XLIX, Blount correu 14 vezes para 40 jardas quando os Patriots derrotaram o Seattle Seahawks por 28-24.

##### Temporada de 2015
Em 7 de abril de 2015, foi anunciado que Blount havia sido suspenso no primeiro jogo da temporada de 2015 devido a uma violação da política de abuso de substâncias da liga durante sua temporada com os Steelers.
Em 27 de setembro de 2015, Blount marcou três touchdowns contra o Jacksonville Jaguars. Em 18 de outubro de 2015, Blount correu para 93 jardas em 16 corridas e um touchdown, bem como sua primeira recepção para touchdown contra o Indianapolis Colts. Em 8 de novembro de 2015, Blount correu para 129 jardas em 29 corridas e um touchdown contra o Washington Redskins.
Em 15 de dezembro de 2015, foi relatado que Blount foi adicionado à lista de lesionados pelo restante da temporada após sofrer uma lesão no quadril esquerdo durante o jogo contra o Houston Texans. Ele terminou a temporada de 2015 tendo registrado 165 corridas, 703 jardas e seis touchdowns em 12 jogos.

##### Temporada de 2016
Blount re-assinou com os Patriots em um contrato de um ano em 12 de abril de 2016.
Na abertura da temporada dos Patriots contra o Arizona Cardinals no Sunday Night Football, Blount registrou 70 jardas e um touchdown em uma vitória por 23-21. Na semana seguinte, ele teve 123 jardas em 29 corridas e um touchdown na vitória por 31-24 sobre o Miami Dolphins. Blount liderou a liga com 298 jardas nos três primeiros jogos e, mais tarde, seria nomeado o Jogador Ofensivo do Mês da AFC em setembro.
Em 23 de outubro, Blount correu para 127 jardas e dois touchdowns em 24 corridas em uma vitória por 27-16 contra o Pittsburgh Steelers. Foi o seu oitavo touchdown da temporada. No jogo seguinte, Blount correu para o seu nono touchdown da temporada contra o Buffalo Bills. Ele liderou a liga com nove touchdowns na semana 8. Em 13 de novembro de 2016, Blount correu para 69 jardas em 21 corridas e três touchdowns contra o Seattle Seahawks. Isso trouxe seu total de touchdowns para 12. Em 12 de dezembro de 2016, Blount correu para 72 jardas em 18 corridas e um touchdown contra o Baltimore Ravens. Blount marcou seu 14º touchdown da temporada. 
Blount superou o recorde de franquia de Curtis Martin quando marcou seu 15º touchdown contra o Denver Broncos. Na semana 16 e 17, ele adicionou mais três touchdowns - dois contra o New York Jets e um contra o Miami Dolphins - para estender seu recorde para 18 touchdowns.
Blount terminou a temporada com 1.161 jardas, o maior número de um jogador dos Patriots desde as 1.263 jardas de Stevan Ridley em 2012. Seus 18 touchdowns fizeram dele o primeiro jogador na história da franquia a liderar a liga em touchdowns terrestres. Seus 18 touchdowns totais na temporada estão empatados em segundo lugar com o tight end Rob Gronkowski na história dos Patriots e perdendo apenas para os 23 de Randy Moss em 2007.
Na Rodada Divisional dos playoffs contra o Houston Texans, ele teve 31 jardas na vitória por 34-16. Na Final da AFC contra o Pittsburgh Steelers, ele terminou com 47 jardas e um touchdown na vitória por 36-17 para chegar ao Super Bowl LI. No Super Bowl, os Patriots perdiam por 28-3 no terceiro quarto, mas recuperaram-se para ganhar o jogo por 34-28 contra o Atlanta Falcons. Blount teve 11 corridas para 31 jardas. Ele foi classificado em 80º por seus pares no NFL Top 100 Players of 2017.

#### Philadelphia Eagles
Em 17 de maio de 2017, o Philadelphia Eagles assinou contrato com Blount no valor de US $ 1,25 milhão por um ano com US $ 400.000 garantidos. Com incentivos, o Blount pode ganhar até US $ 2,80 milhões em 2017.

##### Temporada de 2017
Em 10 de setembro de 2017, Blount fez sua estreia na vitória por 30-17 sobre o Washington Redskins. No dia, ele teve 14 corridas para 46 jardas e uma recepção para touchdown do quarterback Carson Wentz. Na semana 4, contra o Los Angeles Chargers, ele registrou 136 jardas e uma recepção de 20 jardas na vitória por 26-24. Os Eagles tiveram um recorde de 13-3 na temporada e Blount terminou a temporada com 766 jardas e dois touchdowns. 
Nos playoffs, Blount teve um touchdown contra o Atlanta Falcons na Rodada Divisional. Os Eagles venceram de 15-10 e avançaram para o NFC Championship. Ele acrescentou outro touchdown contra o Minnesota Vikings no NFC Championship Game, enquanto os Eagles avançaram para o Super Bowl pela terceira vez na carreira de Blount.
No Super Bowl LII, Blount correu para 90 jardas. Os Eagles venceram contra seu antigo time, os Patriots por 41-33, dando a Blount seu terceiro título do Super Bowl e o primeiro da história dos Eagles. Blount é um dos cinco únicos jogadores a ganhar Super Bowl com duas equipes diferentes, junto com Ken Norton Jr., Deion Sanders, Brandon Browner e seu companheiro de equipe, Chris Long.

#### Detroit Lions
Em 16 de março de 2018, Blount assinou um contrato no valor de US $ 4,5 milhões por um ano, que inclui um bônus de assinatura de US $ 1 milhão e incentivos de US $ 2,5 milhões com o Detroit Lions.

##### Temporada de 2018
Durante a semana 2 contra o San Francisco 49ers, Blount empurrou um jogador adversário para fora de campo e foi expulso pela primeira vez em sua carreira na NFL. Na semana 5, contra o Green Bay Packers, ele gravou seu primeiro jogo multi-touchdown na vitória por 31-23.

### Estatísticas de carreira na NFL
Fonte: NFL.com

#### Temporada Regular
| Ano      | Time     | Jogos | Jogos | Correndo | Correndo | Correndo | Correndo | Correndo | Recebendo | Recebendo | Recebendo | Recebendo | Recebendo | Fumbles | Fumbles  |
| Ano      | Time     | Jogos | Jogos | Ten      | Jds      | Média    | Lng      | TD       | Rec       | Jds       | Média     | Lng       | TD        | Fum     | Perdidos |
| -------- | -------- | ----- | ----- | -------- | -------- | -------- | -------- | -------- | --------- | --------- | --------- | --------- | --------- | ------- | -------- |
| 2010     | TB       | 13    | 7     | 201      | 1 007    | 5,0      | 53       | 6        | 5         | 14        | 2,8       | 7         | 0         | 4       | 3        |
| 2011     | TB       | 14    | 14    | 184      | 781      | 4,2      | 54       | 5        | 15        | 148       | 9,9       | 35        | 0         | 5       | 3        |
| 2012     | TB       | 13    | 0     | 41       | 151      | 3,7      | 35       | 2        | 1         | 2         | 2,0       | 2         | 0         | 0       | 0        |
| 2013     | NE       | 16    | 7     | 153      | 772      | 5,0      | 47       | 7        | 2         | 38        | 19,0      | 32        | 0         | 3       | 2        |
| 2014     | PIT      | 11    | 0     | 65       | 266      | 4,1      | 50       | 2        | 6         | 36        | 6,0       | 13        | 0         | 1       | 1        |
| 2014     | NE       | 5     | 1     | 60       | 281      | 4,7      | 34       | 3        | 4         | 18        | 4,5       | 11        | 0         | 0       | 0        |
| 2015     | NE       | 12    | 6     | 165      | 703      | 4,3      | 38       | 6        | 6         | 43        | 7,2       | 14        | 1         | 1       | 0        |
| 2016     | NE       | 16    | 8     | 299      | 1 161    | 3,9      | 44       | 18       | 7         | 38        | 5,4       | 16        | 0         | 2       | 1        |
| 2017     | PHI      | 16    | 11    | 173      | 766      | 4,4      | 68       | 2        | 8         | 50        | 6,3       | 20        | 1         | 1       | 1        |
| 2018     | DET      | 16    | 8     | 154      | 418      | 2,7      | 27       | 5        | 10        | 67        | 6,7       | 23        | 0         | 2       | 1        |
| Carreira | Carreira | 132   | 60    | 1 495    | 6 306    | 4,2      | 68       | 56       | 64        | 454       | 7,1       | 35        | 2         | 19      | 12       |

#### Pós-Temporada
| Ano      | Equipe   | Jogos | Jogos | Correndo | Correndo | Correndo | Correndo | Correndo | Recebendo | Recebendo | Recebendo | Recebendo | Recebendo | Fumbles | Fumbles  |
| Ano      | Equipe   | Jogos | Jogos | Ten      | Jds      | Média    | Gnl      | TD       | Rec       | Jds       | Média     | Gnl       | TD        | Fum     | Perdidos |
| -------- | -------- | ----- | ----- | -------- | -------- | -------- | -------- | -------- | --------- | --------- | --------- | --------- | --------- | ------- | -------- |
| 2013     | NE       | 2     | 1     | 29       | 172      | 5,9      | 73       | 4        | 0         | 0         | 0         | 0         | 0         | 0       | 0        |
| 2014     | NE       | 3     | 0     | 47       | 189      | 4,0      | 22       | 3        | 0         | 0         | 0         | 0         | 0         | 0       | 0        |
| 2016     | NE       | 3     | 1     | 35       | 109      | 3,1      | 18       | 1        | 1         | 8         | 8,0       | 8         | 0         | 1       | 1        |
| 2017     | PHI      | 3     | 1     | 29       | 130      | 4,5      | 36       | 3        | 0         | 0         | 0         | 0         | 0         | 0       | 0        |
| Carreira | Carreira | 11    | 3     | 140      | 600      | 4,3      | 73       | 11       | 1         | 8         | 8.0       | 8         | 0         | 1       | 1        |